# Purullena
Purullena település Spanyolországban, Granada tartományban. Purullena Cortes y Graena, Darro, Guadix, Fonelas, Benalúa és Marchal községekkel határos. Lakosainak száma 2338 fő (2024).

## Népesség
A település népessége az elmúlt években az alábbi módon változott:
| Lakosok száma | 2473 | 2286 | 2294 | 2278 | 2260 | 2429 | 2356 | 2293 | 2320 | 2338 |
|               | 2001 | 2004 | 2006 | 2009 | 2011 | 2014 | 2016 | 2019 | 2021 | 2024 |